# Tyrannochthonius cavicola
Espèce
Synonymes
- Morikawia cavicola Beier, 1967

Tyrannochthonius cavicola est une espèce de pseudoscorpions de la famille des Chthoniidae.

## Distribution
Cette espèce est endémique de Nouvelle-Galles du Sud en Australie. Elle se rencontre dans la Grotte The Grill Cave à Bungonia.

## Description
Le mâle holotype mesure 1,5 mm et la femelle paratype 1,7 mm.

## Publication originale
- Beier, 1967 : Some Pseudoscorpionidea from Australia, chiefly from caves. Australian Zoologist, vol. 14, p. 199-205 (texte intégral).